# Jean-Michel Dumay
Pour les articles homonymes, voir Dumay.
Jean-Michel Dumay, né le 5 décembre 1961, est un journaliste français qui a travaillé pendant 25 ans pour le quotidien Le Monde.

## Biographie
Jean-Michel Dumay est entré au quotidien Le Monde en 1985, deux ans après sa sortie du Centre de formation des journalistes. D'abord secrétaire de rédaction, il devient rédacteur au Monde de l'éducation puis au supplément Radio-Télévision. Dans les années 1990, il est chroniqueur judiciaire et suit le procès de Maurice Papon, puis l'affaire de la Josacine empoisonnée en 1997, ce qui l'amène à publier le livre Josacine, le poison du doute, en 2003.
Jean-Michel Dumay est ensuite élu en octobre 2006 président de la Société de rédacteurs du Monde (SRM), qu'il a rejointe en 2000, et se retrouve confronté aux deux dirigeants du journal, Jean-Marie Colombani, directeur de la rédaction depuis 1994, et Alain Minc, président du conseil de surveillance. Tous les deux devront quitter l'entreprise à la suite de votes, des journalistes pour le premier, des administrateurs pour le second. Il est dans la foulée élu président du Forum permanent des sociétés de journalistes. En juin 2007, la SRM organise un vote qui fait d'Éric Fottorino le nouveau directeur de la rédaction du journal Le Monde, pour succéder à Gérard Courtois.
Mais six mois après, le directoire du Monde, composé de Pierre Jeantet, Bruno Patino et Éric Fottorino, a démissionné, à la fin décembre 2007, en expliquant son geste collectif comme l'incapacité d'exercer sa responsabilité face à une SRM trop intrusive, à la suite d'un mail émanant de celle-ci et dénonçant des rémunérations élevées à la direction de l'entreprise, dans une démarche jugée un peu outrancière par celle-ci. Éric Fottorino, directeur de la rédaction, décide cependant de revenir dans la course pour succéder à Pierre Jeantet comme président du directoire. Quelques jours après, en janvier 2008, Jean-Michel Dumay claque la porte de la Société des rédacteurs du Monde (SRM), alors qu’il devait rester jusqu’à fin juin, en dénonçant un « marchandage indigne », sous la forme d'un accord entre Éric Fottorino et Alain Minc, qui posait comme condition à l’élection d'Éric Fottorino le départ de Jean-Michel Dumay de la SRM, en échange duquel Alain Minc quitterait lui-même l'entreprise. Jean-Pierre Tuquoi prend alors sa succession à la présidence de la Société de rédacteurs du Monde (SRM).
Trois ans après, en janvier 2011, après avoir suivi une formation d'un an à la gestion des entreprises et au marketing, à plein temps, il fait partie des onze candidats au poste de directeur du journal, qui reviendra finalement au journaliste Erik Izraelewicz, venu du quotidien La Tribune.
Jean-Michel Dumay a quitté ses fonctions au quotidien Le Monde le 20 mai 2011, dans le cadre de la clause de cession ouverte par le journal à la suite de son changement d'actionnaires, comme une vingtaine de journalistes du titre.